# Spangdahlem
Spangdahlem (Verbandsgemeinde Speicher) là một đô thị ở huyện Bitburg-Prüm, trong bang Rheinland-Pfalz, phía tây nước Đức. Đô thị Spangdahlem có diện tích 13,44 km², dân số thời điểm ngày 31 tháng 12 năm 2006 là 800 người. Căn cứ không quân Spangdahlem nằm gần đô thị này.